# Peter Alexander
Peter Alexander (geboren als Peter Alexander Ferdinand Maximilian Neumayer, Wenen, 30 juni 1926 – aldaar, 12 februari 2011) was een Oostenrijks zanger, acteur en tv-showmaster, die populair werd in de jaren 50 en 60 met een groot aantal rollen in Duitse musicalfilms en tot 1995 pakweg 30 jaar furore maakte als presentator van live muziekshows bij zowel ARD, ZDF als ORF.

## Biografie
Alexander was de zoon van bankbediende Anton Neumayer († 1947) en zijn vrouw Bertha Wenzlick, dochter van een muziekhandelaar uit Pilsen. Al tijdens zijn schoolperiode bleek zijn talent tot parodiëren. Nadat hij diverse scholen had bezocht, wilden zijn ouders dat hij medicijnen ging studeren, maar hij wilde toneelspeler worden. In 1946 begon hij een toneelopleiding aan het Max-Reinhardt-Seminar (de afdeling voor toneelspel en regie van de Universität für Musik und darstellende Kunst in Wenen), die hij in 1948 met goed resultaat afsloot. Sindsdien noemde hij zich, met weglating van alle verdere namen, alleen nog Peter Alexander. Al vroeg bleek dat Alexander voorbestemd was voor het komische vak. Zingen en pianospelen bracht hij zich autodidactisch bij. Sinds de naoorlogse jaren was hij een bewonderaar van Frank Sinatra.
Al in 1951 nam hij zijn eerste grammofoonplaat op bij platenmaatschappij Austrophon (Das machen nur die Beine von Dolores). In 1953 stapte hij over naar het platenlabel Polydor, waar het succesvolle duo Kurt Feltz en Heinz Gietz vele liederen voor hem schreef. Voor Polydor nam Alexander niet alleen schlagers op, maar ook vele succesvolle compilaties uit operettes, gedirigeerd door Franz Marszalek. Hier waren zangeressen als Herta Talmar, Renate Holm en Rita Bartos zijn partners.
Hij nam Ralph Benatzky's operette Im weissen Rössl op, waarbij hij de hoofdrol van Leopold Brandmeyer zong, met naast hem Ingeborg Hallstein in de rol van Josepha Vogelhuber en Rudolf Schock in de rol van Dr. Otto Siedler. Alexander trad ook op in de filmversie van deze operette uit 1960.
Eind 1965 ging hij over naar het platenlabel Ariola. Hij bracht in totaal meer dan 156 singles en meer dan 120 originele lp's op de markt, evenals tientallen ep's. Alleen in Duitsland al worden zijn platenverkopen vanaf 1956 tot heden op meer dan 46 miljoen stuks geschat.

## Privéleven
In mei 1952 leerde hij de actrice Hildegard Haagen (1932-2003) kennen, met wie hij in september 1952 trouwde. Zij gaf haar toneelcarrière op en werd zijn manager. Ze kregen twee kinderen: de schilderes Susanne Haidinger-Neumayer (1958-2009) en Michael (1963-2019). Sinds de dood van zijn vrouw leefde Alexander teruggetrokken in Grinzing in het negentiende district van Wenen, Döbling.
Peter Alexander had twee kleinkinderen, een kleinzoon (Philip) en een kleindochter (Marlene). Hij overleed op 84-jarige leeftijd.

## Prijzen (selectie)
- Gouden Ehrenzeichen für Verdienste um das Land Wien, 1971
- Erering van de stad Wenen, 1985
- Grote Ereteken van Verdienste voor de Republiek Oostenrijk, 1985
- Goldene Kamera, 1969, 1973, 1985 (Duitsland), 1979 (Oostenrijk) als beste muziekster van een heel decennium
- Bambi, 1970, 1971, 1972, 1973, 1974, 1977, 1978, 1987, 1990, 1996 – voor zijn oeuvre
- Bronzen Bravo Otto, 1971
- Gouden Hermann-Löns-Medaille, 1979
- Gouden Romy 1992 en Platina Romy 1993

## Films
- 1948: Der Engel met der Posaune (in zijn allereerste rol als figurant)
- 1952: Verlorene Melodie
- 1952: Königin der Arena
- 1953: Die süßesten Früchte, regie: Franz Antel, met Wolf Albach-Retty, Eva Bajor, Maria Holst, Leila Negra, Gunther Philipp, Rudolf Platte, Oskar Sima
- 1953: Drei von denen man spricht (Glück muß man haben)
- 1954: Verliebte Leute, regie: Franz Antel, met Peter Pasetti, Rudolf Platte, Hannelore Bollmann
- 1954: Die große Starparade
- 1955: Liebe, Tanz und 1000 Schlager, met Caterina Valente en Rudolf Platte
- 1956: Musikparade, regie: Géza von Cziffra, met Georg Thomalla, Bibi Johns
- 1956: Bonjour Kathrin
- 1956: Ein Mann muß nicht immer schön sein
- 1957: Liebe, Jazz und Übermut, regie: Erik Ode, met Bibi Johns (Britta Johnsen), Ida Krottendorf, Hugo Lindinger, Nora Minor, Erik Ode
- 1957: Das haut hin, regie: Géza von Cziffra
- 1958: Münchhausen in Afrika, met Gunther Philipp
- 1958: Wehe, wenn sie losgelassen, regie: Géza von Cziffra, met Bibi Johns
- 1958: So ein Millionär hat's schwer, met Germaine Damar, Heinz Erhardt
- 1959: Peter schießt den Vogel ab, regie: Géza von Cziffra, met Germaine Damar
- 1959: Schlag auf Schlag met Ingrid Andree, Mara Lane, Wolfgang Wahl, Brigitte Mira
- 1959: Ich bin kein Casanova met Gerlinde Locker, Maria Sebaldt, Mara Lane, Oskar Sima
- 1959: Salem Aleikum met Germaine Damar, Rudolf Platte, Ann Savo, Oskar Sima, Hubert von Meyerinck
- 1960: Kriminaltango, regie: Géza von Cziffra, met Vivi Bach, Peter Carsten, Susi Nicoletti, Fritz Muliar
- 1960: Ich zähle täglich meine Sorgen, met Ingeborg Schöner, Gunther Philipp, Loni Heuser, Paul Esser
- 1960: Im weißen Rößl, met Waltraut Haas en Gunther Philipp
- 1961: Saison in Salzburg, met Waltraut Haas, Gunther Philipp en Ingeborg Schöner
- 1961: Die Abenteuer des Grafen Bobby, naast Gunther Philipp, Vivi Bach, Bill Ramsey en Adrienne Gessner
- 1962: Die Fledermaus, regie: Géza von Cziffra
- 1962: Die lustige Witwe, met Karin Hübner, Gunther Philipp, Ernst Waldbrunn
- 1962: Hochzeitsnacht im Paradies, met Marika Rökk, Waltraut Haas, Gunther Philipp, Fred Liewehr
- 1962: Das süße Leben des Grafen Bobby, met Gunther Philipp
- 1963: Charleys Tante, regie: Géza von Cziffra
- 1963: Der Musterknabe, met Conny Froboess, Gunther Philipp, Gusti Wolf, Theo Lingen
- 1963: Schwejks Flegeljahre, met Rudolf Prack, Gunther Philipp, Lotte Ledl, Hannelore Auer, Susi Nicoletti, Rolf Kutschera, Oskar Wegrostek, Franz Muxeneder
- 1964: Hilfe, meine Braut klaut, met Gunther Philipp, Conny Froboess
- 1964: ...und sowas muß um 8 ins Bett, met Gitte Hænning, zwart-witfilm
- 1965: Das Liebeskarussell, met Curd Jürgens, Nadja Tiller, Ivan Desny, Gert Fröbe, Catherine Deneuve, Friedrich von Thun, Ingeborg Wall, Heinz Rühmann, Johanna von Koczian, Richard Münch, Anita Ekberg, Axel von Ambesser
- 1965: Graf Bobby, der Schrecken des wilden Westens, met Gunther Philipp
- 1966: Bel Ami 2000 oder Wie verführt man einen Playboy?
- 1968: Zum Teufel mit der Penne, met Hansi Kraus, Hannelore Elsner, Willy Millowitsch, Theo Lingen, Heintje
- 1969: Hurra, die Schule brennt!, met Heintje, Theo Lingen, Gerlinde Locker, Werner Finck, Harald Juhnke, Hansi Kraus
- 1972: Hauptsache Ferien, regie: Peter Weck, met Christiane Hörbiger, Theo Lingen
- 1963–1995: Peter Alexander Show (1963–1966 in WDR (zwart-wit), 1969–1991 in ZDF, 1991–1995 in ORF)

## Nummer-1-successen in de Duitse single-hitparade
- Der Mond hält seine Wacht, 1955
- Eventuell, Eventuell, 1955
- Ich weiß, was dir fehlt, 1956
- Verbotene Träume, 1967
- Der letzte Walzer, 1967
- Delilah, 1968
- Liebesleid, 1969

Daarnaast in totaal 41 Top-Tien-successen in de Duitse single-hitparade

## Bekende liederen
- Das machen nur die Beine von Dolores, 1951
- Ein Musikus – Ein Musikus, 1952
- Die süßesten Früchte fressen nur die großen Tiere, 1952
- Braucht dein Herz keinen Freund, 22. September 1952 (opgenomen op zijn trouwdag)
- Bella Musica, 1953 (eerste plaats bij Duitse muziekwedstrijd in München)
- Die Frau kommt direkt aus Spanien, 1953
- Die süßesten Früchte, 1953 (opname met Leila Negra)
- Oh Mister Swoboda, 1954
- Nicolo, Nicolo, Nicolino, 1954
- Der Mond hält seine Wacht, 1955
- Schon wieder mal, 1956
- Im Hafen unserer Träume, 1956
- Ich weiß was dir fehlt, 1956
- Vergiss mich nicht so schnell, 1957 (met Margot Eskens)
- Das tu ich alles aus Liebe, 1957
- Das ist alles längst vorbei, 1958
- Mandolinen und Mondschein, 1959
- Ich zähle täglich meine Sorgen, 1960
- Bist du einsam heut' Nacht, 1961
- Der Badewannentango, 1962
- Wenn erst der Abend kommt, 1963
- Was Frauen träumen, 1964
- Seide und Samt, 1964
- Fräulein Wunderbar, 1965
- Schenk' mir ein Bild von Dir, 1965
- Jingle Bells, 1965
- Aba Heidschi Bum Beidschi, 1965
- Müssen Frauen einsam sein, 1966
- Moderne Romanzen, 1966
- Verbotene Träume, 1967
- Der letzte Walzer, 1967
- Delilah, 1968
- Komm und bedien dich, 1968
- Liebesleid, 1969
- Oh Lady Mary, 1970
- Das Wunder bist du, 1970
- Hier ist ein Mensch, 1970
- Leben heißt Lieben, 1971
- Unser tägliches Brot ist die Liebe, 1972
- Pedro (Mandolinen um Mitternacht), 1973
- Steck dir deine Sorgen an den Hut, 1973
- Ich schau dir so gern in die Augen, 1974
- Und hinterher, da nehm' ich dich in meine Arme, 1975
- Die kleine Kneipe, Das kleine Beisel, 1976 (van Pierre Kartner)
- Feierabend, 1977
- Aufstehn, 1978
- Schwarzes Gold, 1979
- Und manchmal weinst du sicher ein paar Tränen, 1979
- Denk doch auch mal an dich, 1980
- Der Papa wird's schon richten, 1981
- Immer auf die Kleinen, 1982
- Liebst du mich, 1983
- Good-Bye My Love 1984 (samen met Mireille Mathieu)
- Mexico mi amor, 1986 (samen met het Duitse nationale voetbalteam)
- Wenn auch die Jahre vergeh'n, 1986
- Was sind schon 60 Jahre, 1986
- Zeit der Rosen, 1987
- Gestern jung, morgen alt, 1989
- Auf die Liebe kommt es an, 1991
- Ein gutes Team, 1991
- Verliebte Jahre, 1991
- Was wär' ich ohne Euch, 1996 (laatste opname van Peter Alexander)